# Telangana

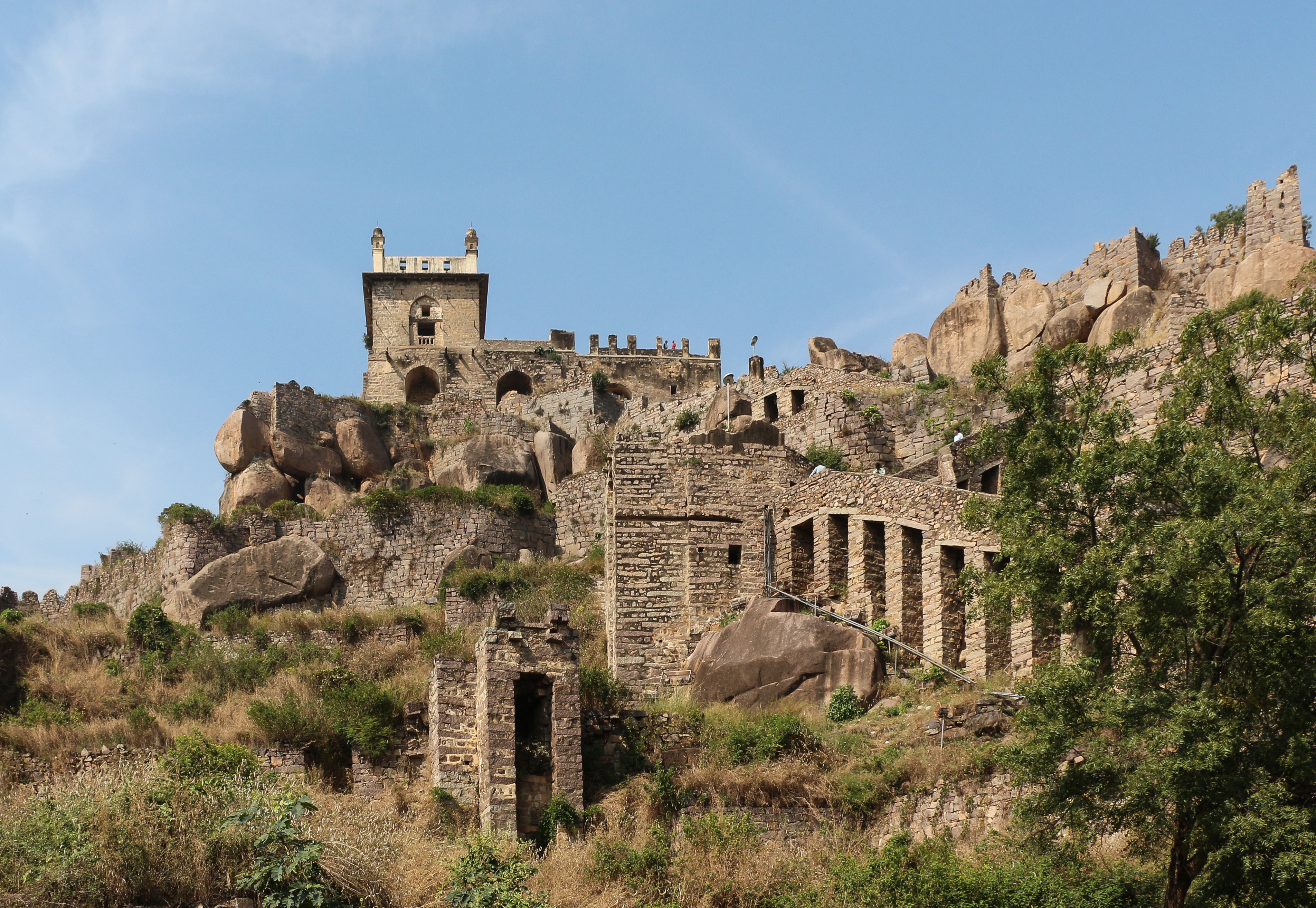
Cetatea Golconda

Telangana este un stat din sudul Indiei. A luat ființă pe 2 iunie 2014 prin separare de statul Andhra Pradesh, iar capitala sa este Hyderabad. Alte orașe mari sunt Warangal, Nizamabad, Khammam și Karimnagar. Telangana se învecinează cu statele Maharashtra, Chhattisgarh la nord, Karnataka la vest, și Andhra Pradesh la sud, est și nord-est. De asemenea, se învecinează pe o porțiune mică și cu statul Orissa.
Este al unsprezecelea stat ca suprafață și al douăsprezecelea stat ca populație cu 112.077 km2 și 35.193.978 locuitori conform recensământului din 2011. Telangana este divizată în 33 de districte.
În secolul al XVIII-lea și în perioada Indiei Britanice Telangana a fost condusă de nizamii din Hyderabad, fiind înconjurată de teritorii încorporate direct în Imperiul Britanic. Statul Nizamilor a fost anexat de India în 1948 după o invazie militară. În 1956 acest stat a fost dizolvat ca urmare a reorganizării statelor pe baze lingvistice și Telangana a format împreună cu Andhra (un alt stat vorbitor al limbii telugu) noul stat federal Andhra Pradesh. O mișcare țărănească a militat pentru separare de Andhra Pradesh începând cu anii 1950 și până Telangana a fost ridicată la rangul de stat federal aparte pe 2 iunie 2014 sub conducerea lui Kalvakuntla Chandrashekar Rao.
Economia Telanganei este a opta ca mărime în India cu un PIB de 140 miliarde de dolari SUA și PIB pe cap de locuitor de 3200$. Telangana se clasează pe locul 22 între statele indiene în funcție de indicele dezvoltării umane. Acest stat este un centru al tehnologiilor informaționale, al industriei și al serviciilor. Este și un centru administrativ al multor laboratoare de cercetare în domeniul apărării și cel aerospațial precum Bharat Dynamics Limited, Defence Metallurgical Research Laboratory, Defence Research and Development Organisation și Defence Research and Development Laboratory.
Nucleul cultural al Telanganei, orașele Hyderabad și Warangal, sunt renumite pentru edificiile lor istorice - Charminar, Cavourile Qutb Shahi, Cavourile Paigah, Palatul Falaknuma, Palatul Chowmahalla, Cetatea Warangal, Kakatiya Kala Thoranam, Templul celor o Mie de Stâlpi și Cetatea Bhongir în districtul Yadadri Bhuvanagiri. Orașul istoric Golconda s-a afirmat în calitate de centru al comerțului cu diamante și, până la sfărșitul secolului al XIX-lea, Golconda a fost sursa celor mai mari și frumoase diamante din lume, precum incolorul Koh-i-Noor (Regatul Unit), albastrul Hope (Statele Unite), Daria-i-Noor roz (Iran), albul Regent (Franța), Verdele din Dresda (Germania) și incolorii Orlov (Rusia), Nizam și Jacob (India), dar și diamantele pierdute la moment Florentin Galben, Akbar Șah și Marele Mogul. Edificiile religioase precum templul Lakshmi Narasimha în districtul Yadadri Bhuvanagiri, Makkah Masjid în Hyderabad și Catedrala Medak sunt câteva dintre lăcașele sale de cult cele mai faimoase.
Limbile oficiale ale statului sunt telugu (o limbă dravidiană vorbită de 77% din populație) și urdu (o limbă indo-europeană vorbită de 12% din populație).